# Valeo
Valeo est un équipementier automobile français. Le groupe a réalisé en 2024 un chiffre d’affaires de 21,5 milliards d’euros. Valeo emploie 106 100 salariés dans 28 pays répartis sur 155 sites de production, 18 centres de recherche, 46 centres de développement et 19 plateformes de distribution. Valeo est membre de l'association européenne des équipementiers automobiles, le CLEPA. En 2018, comme en 2017 et 2016, Valeo se classe à la première place du palmarès des déposants de brevets en France selon l'INPI avec 2 145 demandes de brevets publiées en 2018,,.

## Histoire
Eugène Buisson est depuis 1910 le distributeur et agent exclusif en France des produits de friction de la société anglaise Ferodo (Ferodo ltd). Il dépose des brevets d'inventions en 1922 et, en 1923, il crée la Société anonyme française du Ferodo (SAFF) et ouvre une usine à Saint-Ouen (Seine-Saint-Denis) pour produire des garnitures de freins et d’embrayages sous licence de Ferodo.
La société absorbe, en 1927, la filature d'amiante de Condé (Normandie). En 1928, elle fusionne avec La Plastose, son fournisseur de résines phénoliques et poudres de moulage, qui possède des usines à Niort (Deux-Sèvres), Saint-Ouen (Seine-Saint-Denis) et Cahan en Normandie. La SAFF internalise ainsi la chaîne complète de fabrication de garnitures de freins : les tissus d'amiante sont imprégnés de vernis à base de résines phénoliques et sont façonnés pour former des garnitures tissées. En 1934, la SAFF absorbe son concurrent fabricant de garnitures Flertex, dont l'usine est située à Épinay-sur-Seine.
En 1932, la société dirigée par Jacques Vandier « élargit son activité à la production d’embrayages et la SAFF entre en bourse ». Une politique active de dépôts de brevets et d'acquisitions de licences auprès de ZF Sachs, BorgWarner et Daimler Motor Company est menée. À la veille de la Seconde Guerre mondiale, l’entreprise dispose de la quasi-totalité des brevets ou licences de brevets concernant les embrayages. En 1938, une publicité de la société indique qu'elle tient 90 % de parts du marché automobile français pour les garnitures de friction et qu'elle produit des embrayages et disques de freins, des joints industriels, des poudres à mouler, résines, isolants et applications de l'amiante. Elle emploie 1 500 ouvriers dans cinq usines.
La SAFF poursuit sa croissance externe, et acquiert en 1943, le site de Rochefort-Andouillé (Mayenne) de la Compagnie française de l'amiante du Cap, créée par Frédéric Chaplet, dont l'activité de filature de tissus d'amiante est transférée en 1953 à Condé-sur-Noireau (Normandie). En 1952 est créée l'Union de Fabricants de garnitures (UFAGA) pour réunir deux acquisitions récentes de concurrents, Hersot et Nafra, spécialisés dans les garnitures de freins. La SAFF achète la Société française de l'amiante à Viry-Châtillon  en 1956. Ainsi, « dans les années 50, l’entreprise se modernise et se développe hors de la région parisienne en construisant de nouvelles usines, notamment en Normandie (garnitures de friction) et à Amiens (embrayages). En 1953, l’entreprise a 30 ans. Les embrayages, dont la technologie est en constante évolution, deviennent sa première activité. »
À partir des années 1960, la société commence à se diversifier : systèmes thermiques (1962), composants, systèmes et équipements électroniques (1963), éclairage et systèmes électriques (à partir de 1970). Ces développements se font notamment par la prise de contrôle de groupes eux-mêmes déjà importants et parfois diversifiés comme Paris-Rhône (équipements électriques), SEV Marchal (éclairage, équipements électriques, essuyage), Cibié (éclairage, signalisation), Ducellier (éclairage, équipements électriques, essuyage), Chausson thermique (chauffage et refroidissement), Neiman (sécurité, éclairage, signalisation)  ou Labinal (équipements électriques). Elle se lance aussi dans des activités hors automobile (éléments de construction préfabriqués, ponts pour véhicules utilitaires) par la prise de contrôle d'entreprises spécialisées, mais, après plusieurs années de volonté d'intégration, ces activités ont été cédées.
Après Mai 68, de jeunes journalistes du mensuel J'accuse viennent en reportage en décembre 1970, dans le sillage du Tribunal populaire de Lens en 1970 et de la vague de séquestrations de cadres qui a suivi, dans des entreprises où les ouvriers sont exposés à un travail dangereux pour leur santé. Le 17 décembre 1970, à l'usine Ferodo de Condé-sur-Noireau, dans le Calvados, exposés aux maladies professionnelles, de jeunes ouvriers protestant contre le licenciement d'un ancien séquestrent le chef d'atelier, puis trois cadres, qui sont libérés grâce aux syndicalistes. La polémique devient nationale. La CGT intervient pour se dire « opposée à une certaine campagne visant à identifier les techniciens, cadres et ingénieurs au patronat », par la voix de son secrétaire général Georges Séguy lors d'une conférence de presse à Brive[source insuffisante], même si dans un article du 28 décembre, le Nouvel Observateur dénonce « une conception militariste de la hiérarchie » qui « fonctionne comme à l'armée », selon le responsable de l'Union départementale CFDT.
Le 28 mai 1980, la société prend le nom de Valeo (« Je vais bien » en latin), ce nom étant à l'époque celui de la filiale italienne du groupe SAFF et hors du secteur automobile.
C’est à partir du début des années 1980 que Valeo atteint la dimension d'une entreprise internationale parmi les plus importantes du secteur de l'équipement automobile, en conduisant une stratégie de redéploiement externe par de très nombreuses acquisitions.
En 1986, l'ingénieur Carlo De Benedetti, par l'intermédiaire de son groupe CIR, prend le contrôle de Valeo pour un montant de cent milliards de lires, attirant l'attention du monde industriel et financier italo-français. De Benedetti aurait empêché un renforcement de la position allemande dans Valeo, un problème, selon les articles de l'époque, étant donné les fortes relations industrielles entre Valeo et le groupe FIAT, l'un de ses principaux clients.
Dix ans plus tard, en 1996, le groupe De Benedetti doit céder Valeo au français CGIP, sous la pression de ses principaux clients, Peugeot-Citroën et Renault, pour un montant d'environ 2 000 milliards de lires. Une opération réalisée à un moment où quasiment aucune entreprise européenne du secteur n'était en mesure de racheter Valeo : l'allemand Bosch en raison de la législation anti-monopole, le britannique Lucas en raison de ses problèmes financiers. Seuls deux grands groupes, tous deux américains, étaient intéressés : la filiale composants de General Motors et TRW, à l'époque leader mondial dans la fabrication d'airbags. Les constructeurs français y ont cependant opposé leur veto, menaçant de retirer Valeo de leur liste de fournisseurs en cas de passage aux mains d'une entreprise américaine. Le ministre de l'Industrie de l'époque, Franck Borotra, les a soutenus à cet égard. Après le retour en mains françaises, les experts ont cependant affirmé que Valeo était une entreprise encore trop petite (en 1996, elle était seizième au classement mondial du secteur) pour continuer d'avancer seule.
Valeo poursuit parallèlement la rationalisation de son portefeuille d'activités, avec par exemple, la cession de son activité de câblage à l'allemand Leoni. Valeo est dirigé par Noël Goutard de 1987 à 2000,.
En 2005, Valeo subit un espionnage industriel réalisé par une jeune stagiaire chinoise. Polyglotte et diplômée dans de multiples domaines, la jeune femme aurait piraté le système informatique de défense de l'entreprise et copié des données confidentielles sur son ordinateur personnel.
Le 17 décembre 2008, Valeo annonce qu'il va supprimer 5 000 emplois dans le monde, dont 1 600 en France. L’objectif du groupe est d'atteindre une marge opérationnelle supérieure à 7 % avant 2015 et de se positionner parmi les plus importants équipementiers mondiaux, notamment par la poursuite de son développement en Asie et dans les pays émergents.
Entre mars 2001 et mars 2009, le groupe est dirigé par Thierry Morin. Il est remplacé depuis par Jacques Aschenbroich (ancien directeur de la branche vitrage de Saint-Gobain). Celui-ci lance un nouveau plan stratégique en mars 2010.
En mai 2013, Valeo cède sa branche Sécurité Habitacle (VSS) au Japonais U-Shin.
Le 23 juin 2014, Valeo réintègre le CAC 40 après 13 ans d'absence et une augmentation de ses actions de 630 % en 5 ans .
En décembre 2015, Valeo rachète les entreprises allemandes Peiker (de) et Spheros (de). Le 31 octobre 2017, Valeo réalise l'acquisition de FTE pour 819 millions d'euros, une entreprise allemande spécialisée dans la production de boîte de vitesses.
En 2017, Valeo présente son prototype de véhicule électrique low-cost lors du salon de Las Vegas.
En avril 2020, malgré des ventes en baisse au premier trimestre de l'année de 7 % à 4,49 milliards d'euros, Valeo résiste mieux que le marché en pleine pandémie de Covid-19. Les perspectives de l'entreprise sont annoncées optimistes en dépit de l'inactivité du marché, notamment grâce à la reprise de production de ses usines en Chine.
En 2021, Valeo a fait preuve d’une performance financière solide dans un contexte difficile, marqué par la baisse de la production automobile, la pénurie de semi-conducteurs et la hausse de l’inflation. Le chiffre d’affaires du Groupe a atteint, en 2021, 17,3 Mds€, en croissance de 6 % par rapport à 2020.
Malgré la crise des composants électroniques, Valeo est parvenu à livrer tous ses clients, sans interruption, alors même que le Groupe compte parmi les cinq plus gros acheteurs de semi-conducteurs dans l'industrie automobile dans le monde.
Le 26 janvier 2022, Christophe Périllat est nommé directeur général de Valeo. Jacques Aschenbroich continue d'assurer la fonction de président du conseil d'administration pour la durée restant à courir de son mandat d'administrateur.
Le 25 février 2022, Christophe Périllat présente les perspectives stratégiques et financières de Valeo pour la période 2022-2025.
Sur la base d'une hypothèse de croissance annuelle de la production automobile mondiale de 6,3 % sur la période 2021-2025, le chiffre d'affaires de Valeo devrait atteindre 27,5 milliards d'euros en 2025, dont environ 24 milliards d'euros au titre des ventes première monte.
Valeo a, par ailleurs, annoncé la signature d'un accord avec Siemens pour le rachat de la participation de 50 % détenue par Siemens dans Valeo Siemens eAutomotive. Après le 1er juillet 2022, Valeo intégrera 100 % de Valeo Siemens eAutomotive au sein de son activité Systèmes de Propulsion.
En juillet 2024, Valeo annonce une amélioration de sa rentabilité au première semestre 2024 à 4,0 %, et un bénéfice net en hausse qui atteint 141 millions d'euros.
En novembre 2024, Valeo annonce la suppression de deux sites et de 868 postes en France.
Valeo a reçu plus d'une douzaine de fois le prix de l'innovation Pace Award (délivré par Automotive News) 
- 2005: Lane Departure Warning System
- 2006: StARS Micro-Hybrd System
- 2007: Multi-Beam Radar (MBR) Blind-Zone Radar Sensor
- 2008: Park 4U Semi-Automatic Parallel Parking
- 2012: VisioBlade System (high-efficiency adaptive windshield washer system)
- 2013: Air Intake Module with integrated Water Charge Air Cooler
- 2014: Back-over Protection System
- 2015: High Efficient Alternator
- 2016: Electric supercharger and water-cooled condenser
- 2018: SCALA™ laser scanner
- 2020: XtraVue trailer
- 2021: 48V eAccess for small urban vehicles
- 2022: Pendulum Dual Mass Flywheel Gen. 2
- 2024: SCALA™ 3 LIDAR

## Actionnaires
Liste des principaux actionnaires au 30 juin 2023.
| BlackRock Participations                                      | 5,39 % |
| Bpifrance Participations                                      | 5,17 % |
| Harris Associates (en)                                        | 5,09 % |
| Famille Dassault                                              | 5,02 % |
| Valeo SA Employee Stock Ownership Plan (actionnariat salarié) | 3,71 % |

## Organisation

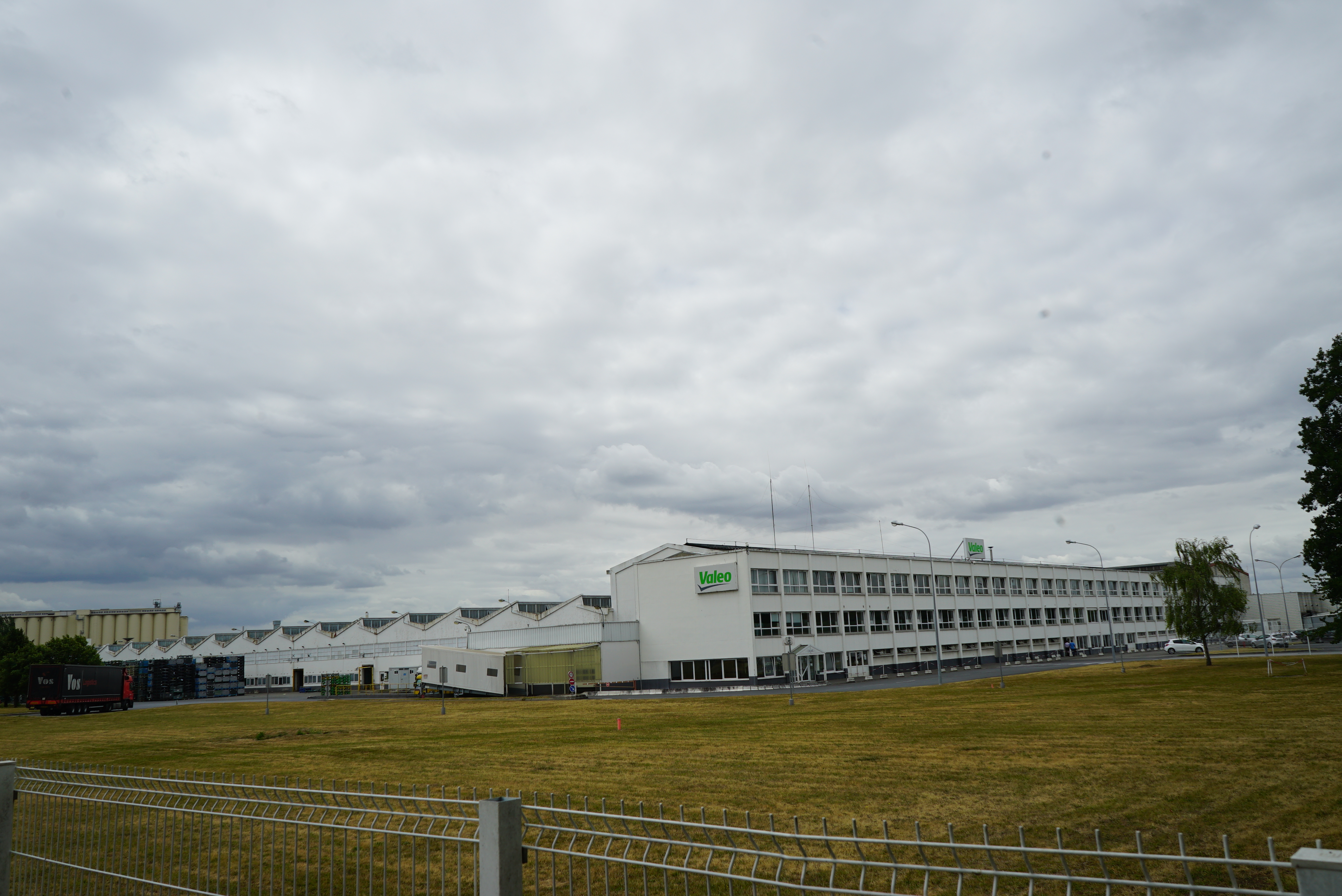
Le site de Reims.

En 2021, Valeo emploie 103 300 salariés dans 31 pays répartis sur 184 sites de production, 21 centres de recherche, 43 centres de développement et 16 plates-formes de distribution.

### Activité internationale et endettement
- Chiffre d’affaires total de 17,3 milliards d’euros :
  - Performance équilibrée entre l’activité première monte (+ 2 %) et le marché du remplacement (+ 18 %) ;
  - Performance du chiffre d’affaires première monte supérieure de 6 points à celle du marché.

- Marge opérationnelle en 2021 de 699 millions d’euros, soit 4 % du chiffre d'affaires ;
- Résultat net part du Groupe en 2021 de 175 millions d’euros ;
- Génération de cash flow libre de 292 millions d’euros.

→ Endettement financier net de 3,104 millions d’euros en 2021.

### Quatre grands pôles d’activités
Le Groupe se divise en trois grands pôles d’activités avec douze familles de produits, répartis comme suit :
1. La division Brain :
  - Commandes intérieures intuitives ;
  - Aide à la conduite ;
  - Véhicules connectés.
2. La division Power :
  - Électrification ;
  - Automatisation des transmissions ;
  - Moteur propre.
  - Therm. habitacle ;
  - Therm. du groupe motopropulseur ;
  - Therm. compresseurs ;
  - Therm. face avant ;
  - Therm. véhicules commerciaux
3. La division Light :
  - Systèmes d'éclairage ;
  - Systèmes d'essuyage.

En outre, Valeo dispose d’une activité de deuxième monte : Valeo Service, qui fournit des pièces et accessoires de rechange pour les constructeurs et pour le marché indépendant du rechange.
Un des axes de recherche et de développement des activités d'innovation de Valeo est la sécurité du conducteur et des éléments de son environnement ainsi que la réduction des émissions de CO2 et l’électrification des véhicules. En novembre 2013, Valeo s'associe avec le japonais Fujitsu Tenn dans le cadre d'un partenariat portant sur la détection d'obstacles : l'équipementier français développe une caméra associée à un radar conçu par son partenaire japonais.

### Présidents-directeurs généraux
- 1923 : Eugène Buisson, fondateur
- 1928-1944 : Jacques Vandier
- 1944-1951 : Georges Brabant
- 1987-2000 : Noël Goutard
- 2000-2001 : André Navarri
- 2001-2009 : Thierry Morin
- 2009-2016 : Pascal Colombani (J. Aschenbroich administrateur-DG)
- 2016-2022 : Jacques Aschenbroich, PDG.
- Depuis 2022 : Christophe Périllat, DG

## Marques de Valeo
- Marchal
- Cibié
- Chausson
- SWF
- Ducellier
- PJ

## Chiffres clés
| Année | Chiffre d'affaires | Bénéfice avant intérêts et impôts | Résultat net part du groupe |
| ----- | ------------------ | --------------------------------- | --------------------------- |
| 2023  | 22 044             | 744                               | 221                         |
| 2022  | 20 037             | 644                               | 230                         |
| 2021  | 17 262             | 406                               | 175                         |
| 2020  | 16 436             | −857                              | −1 089                      |
| 2019  | 19 477             | 732                               | 313                         |
| 2018  | 19 124             | 1 036                             | 546                         |
| 2017  | 18 550             | 1 410                             | 886                         |
| 2016  | 16 519             | 1 301                             | 925                         |
| 2015  | 14 544             | 999                               | 729                         |
| 2014  | 12 725             | 859                               | 562                         |
| 2013  | 12 110             | 728                               | 439                         |
| 2012  | 11 759             | 672                               | 380                         |
| 2011  | 10 868             | 704                               | 427                         |
| 2010  | 9 632              | 590                               | 365                         |
| 2009  | 7 499              | 84                                | −153                        |
| 2008  | 8 684              | −52                               | −207                        |
| 2007  | 9 555              | 319                               | 81                          |
| 2006  | 9 970              | 271                               | 161                         |
| 2005  | 9 933              | 307                               | 141                         |
| 2004  | 9 439              | 458                               | 150                         |
| 2003  | 9 234              | 465                               | 199                         |
| 2002  | 9 803              | 487                               | 157                         |
| 2001  | 10 234             | 388                               | −591                        |
| 2000  | 9 120              | 573                               | 368                         |

### Répartition du CA par pôle d'activités
En 2021, la répartition du chiffre d'affaires par pôles d'activités est la suivante :
- systèmes de visibilité (5 094 millions d'euros) : équipements d'éclairage et de signalisation (feux, projecteurs antibrouillards) et systèmes d'essuyage ;
- systèmes de propulsion (4 651 millions d'euros) : systèmes électriques (démarreurs, alternateurs) et systèmes de transmission ;
- équipements thermiques (3 926 millions d'euros) : équipements et modules destinés à l'habitacle (systèmes de chauffage et de climatisation, compresseurs) et au moteur (refroidisseurs, échangeurs d'huile) ;
- systèmes de confort et d'aide à la conduite (3 417 millions d'euros) : systèmes de commutation et de détection, équipements de sécurité (systèmes d'accès sans clef, antivols de direction) ;
- autres (0,7 %).

### Commandes
En 2021, les prises de commandes atteignent un niveau élevé de 22,1 milliards d’euros incluant Valeo Siemens eAutomotive.

### Brevets
En 2022, Valeo est le premier déposant français de brevets en Europe, avec 588 demandes déposées.

## Controverses

### Contentieux sociaux
Le 11 septembre 2006, Valeo est condamnée à payer 4,3 millions d'euros de suppléments d'indemnités en raison de 260 licenciements économiques requalifiés en abusifs pour défaut de procédure dans son usine de Labastide-Saint-Pierre. Près d'un siècle après les premières contaminations par l'amiante sur son site de Condé-sur-Noireau (amiante présent dans les systèmes d'embrayage ou les garnitures et plaquettes de freins) et après plus de dix ans de procédure pénale, Valeo et plusieurs de ses dirigeants, puis son propre médecin du travail, sont mis en examen en 2006 et 2007 pour homicides, blessures involontaires et non-assistance à personnes en péril.
Le groupe Valeo a depuis mis en place des procédures très strictes de maîtrise du risque amiante, tant pour ses salariés que pour ses retraités. Ce dispositif a fait l’objet d’un protocole d’accord national signé le 10 avril 2009 avec le ministère de l’Écologie et du Développement durable.
En janvier 2024, le groupe Valeo annonce vouloir supprimer 1150 postes dans le monde dont 735 en Europe et 235 en France.
En novembre 2024, Valeo annonce une réduction encore plus importante de ses effectifs : 866 postes seront supprimés et deux sites fermés. Le bilan pourrait même atteindre près de 1 300 suppressions de poste si les salariés refusent certaines mobilités, selon Force Ouvrière.